# Amerie
Amerie Mi Marie Rogers (Fitchburg, Massachusetts, 12 de janeiro de 1980), mais conhecida apenas como Amerie, é uma cantora, compositora, atriz e vlogger norte-americana. 
Seu maior êxito é a canção "1 Thing" (2005), o primeiro single de seu segundo álbum, Touch (2005), Tanto "1 Thing" como Touch foram indicados ao Grammy Awards, na edição de 2006, na categoria de Melhor Performance Vocal Feminina de R&B e Melhor Álbum de R&B Contemporâneo, respetivamente. "1 Thing" chegou ao n.º 1 da tabela de singles do Reino Unido, tendo obtido a certificação de platina, ao n.º 8 da Hot 100 e à liderança da Hot R&B/Hip-Hop Songs, tendo obtido a certificação de ouro nos EUA. Nas tabelas de fim de ano de 2005, "1 Thing" ficou no n.º 38 no Reino Unido e no n.º 67 no país natal de Amerie. Para além de "1 Thing", Amerie conseguiu emplacar mais quatro singles no top 40 da tabela de singles britânica como artista principal: "Why Don't We Fall In Love (o seu single de estreia) (2002), "Touch" (2005), "Take Control" (2006) e "Gotta Work" (2007). Amerie também entrou duas vezes como artista convidada no top 40 de singles britânico, nomeadamente com "Paradise" (2002), de LL Cool J, e "I Don't Care" (2005), de Ricky Martin.
Amerie venceu os seguintes prêmios: o Best R&B/Soul or Rap New Artist (Melhor Artista Revelação de R&B/Soul ou Rap) no Billboard Music Awards de 2003, o Aretha Franklin Award for Entertainer of the Year (Prêmio Aretha Franklin para Entertainer do Ano) no Soul Train Lady of Soul Awards de 2005 e o Club Banger of The Year, por "1 Thing", no Vibe Awards de 2005.
Até agora, Amerie lançou 4 álbuns de originais (entre 2002 e 2009) - sendo que todos foram lançados nos EUA, exceto Because I Love It -, três extended plays (entre 2016 e 2018) e uma mixtape (em 2006). Os seus dois primeiros álbuns, All I Have (2002) e Touch, alcançaram o top 10 da Billboard 200.

## Biografia

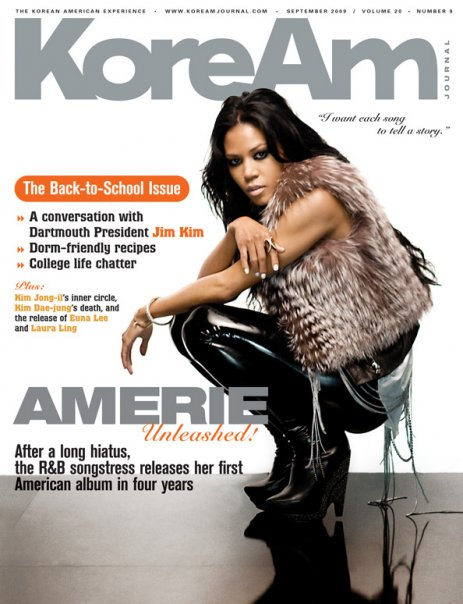
Amerie na capa da edição de setembro de 2009 da revista KoreAm

Amerie nasceu em Fitchburg, Massachusetts, fruto da relação entre seu pai afro-americano e sua mãe sul-coreana. Ela viveu em muitos lugares diferentes (Alasca, Texas, Alemanha e Coreia do Sul), pois seu pai trabalhou para os militares dos EUA. Mais tarde, Amerie acabaria por se mudar para Washington DC. Ela se formou em 2000, na Universidade de Georgetown, em Língua Inglesa e Belas Artes. Amerie tem uma irmã mais nova, Angela que é sua advogada. Ambas falam coreano com idioma principal. Amerie descreve seus pais como conservadores e cristãos tradicionais. Ao crescer, ela e sua irmã foram proibidas de sair de casa ou de usar o telefone nos dias escolares.
Enquanto estudava na Georgetown, Amerie fez amizade com um promotor de um clube de Washington, DC, que acabaria por colocá-la em contato com o produtor Rich Harrison. Durante uma entrevista, Amerie, disse que conheceu Harrison no parque de estacionamento de um McDonald's e que Harrison lhe apresentou uma canção em seu carro. Rich Harrison havia acabado de trabalhar com Mary J. Blige no álbum No More Drama (2001). Isto levou ao seu primeiro contrato de Amerie com a gravadora de Harrison, a Richcraft Entertainment, em colaboração com a Columbia Records. Em 2002, Amerie comentou, numa entrevista: "Por alguma razão, tivemos uma química muito especial. Quando trabalhávamos juntos, sempre acontecia algo fabuloso." 
Em 2010, a artista o seu nome para "Ameriie". Em 2018, voltou a apresentar-se sob o seu nome original.

## Discografia

### Álbuns
- 2002: All I Have
- 2005: Touch
- 2007: Because I Love It
- 2009: In Love & War

### Singles
- 2002: "Why Don't We Fall in Love"
- 2002: "Talkin' to Me!
- 2003: "Too Much For Me"(de DJ Kay Slay com part. de Amerie, Nas, Birdman & Foxy Brown)
- 2003: "I'm Coming Out"
- 2003: "Paradise" (de LL Cool J com part. de Amerie)
- 2005: "1 Thing"
- 2005: "Touch"
- 2007: "Take Control"
- 2008: "Gotta Work" (com part. de Commom)
- 2009: "Why R U"
- 2009: "Heard 'Em All" (com part. de Lil' Wayne)

## Aparição na série Grand Theft Auto
A música "1 Thing" de Amerie faz uma aparição na rádio Non-Stop Pop FM do jogo eletrônico Grand Theft Auto V.